# Florence Bennett (manzana)
Florence Bennett es una  variedad cultivar de manzano (Malus domestica).
Variedad de manzana híbrida procedente del cruce Bramley's Seedling x 'Desconocido'. Criado por la Sra. Florence Bennett, Crosby Green, West Derby, Liverpool Inglaterra, como resultado de algunos corazones de manzana arrojados a un montón de basura de jardín. Fue recibido por "National Fruit Trials" en 1971. Las frutas tienen una pulpa bastante firme y jugosa con un sabor dulce y a limón.

## Historia
'Florence Bennett' es una variedad de manzana híbrida procedente del cruce como Parental-Madre de Bramley's Seedling y que como Parental-Padre el polen procede de una variedad 'Desconocido'. Criado por la Sra. Florence Bennett, Crosby Green, West Derby, Liverpool Inglaterra, como resultado de algunos corazones de manzana arrojados a un montón de basura de jardín. Fue recibido por "National Fruit Trials" en 1971.
'Florence Bennett' se cultiva en la National Fruit Collection con el número de accesión: 1972-082 y Accession name: Florence Bennett.

## Características
'Florence Bennett' tiene un tiempo de floración que comienza a partir del 5 de mayo con el 10% de floración, para el 11 de mayo tiene una floración completa (80%), y para el 18 de mayo tiene un 90% de caída de pétalos. Presenta vecería.
'Florence Bennett' tiene una talla de fruto grande; forma globosa cónica ocasionalmente con un lado más corto; con nervaduras débiles a medio, y corona débil a medio; epidermis con color de fondo amarillo blanquecino, importancia del sobre color muy débil, con color del sobre color naranja, con sobre color patrón un lavado naranja en mancha que cubren las caras expuestas al sol, la epidermis se vuelve algo grasosa al madurar, "russeting" (pardeamiento áspero superficial que presentan algunas variedades) muy bajo; cáliz grande y cerrado, ubicado en una cuenca poco profunda con fruncimientos; pedúnculo es de longitud media y robusto, colocado en una cavidad profunda y estrecha; carne de color blanco bastante firme y jugosa. Sabor suave y sabroso a limón.
Su tiempo de recogida de cosecha se inicia a mediados de octubre. Se conserva bien durante tres meses en cámara frigorífica.

## Usos
Hace una muy buena manzana de consumo de postre fresca en mesa. En la cocción, se obtiene una salsa de color amarillo brillante de rico sabor.

## Ploidismo
Diploide, auto estéril. Grupo de polinización: C, Día 11.